# چاد گرین (ورزشکار)
چاد گرین (انگلیسی: Chad Green؛ زادهٔ ۲۸ ژوئن ۱۹۷۵) بازیکن بیس‌بال اهل ایالات متحده آمریکا است.
وی در مسابقات کشوری و بین‌المللی در مجموع برندهٔ ۱ مدال برنز شده‌است.